# Курамжин, Александр Валерьянович
Александр Валерьянович Курамжин — советский государственный и хозяйственный деятель.

## Биография
Родился 10 октября 1916 года в г. Барнауле Томской губернии.
Окончил Томский индустриальный институт (1941), инженер-механик.

### Трудовая деятельность
В 1941—1980 гг.:
- мастер,
- ведущий технолог,
- начальник цеха,
- начальник механосборочного цеха,
- главный технолог,
- заместитель главного инженера,
- главный инженер завода «Уралхиммаш»,
- директор УЗХМ имени 50-летия СССР,
- начальник Главка,
- заместитель министра химического и нефтяного машиностроения СССР.

За создание многослойных рулонированных сосудов высокого давления для агрегатов большой единичной мощности и организацию их промышленного производства был в составе коллектива удостоен Государственной премии СССР в области науки и техники 1976 года.
Умер в Москве в 1980 году.